# Asociación de Hockey de Buenos Aires

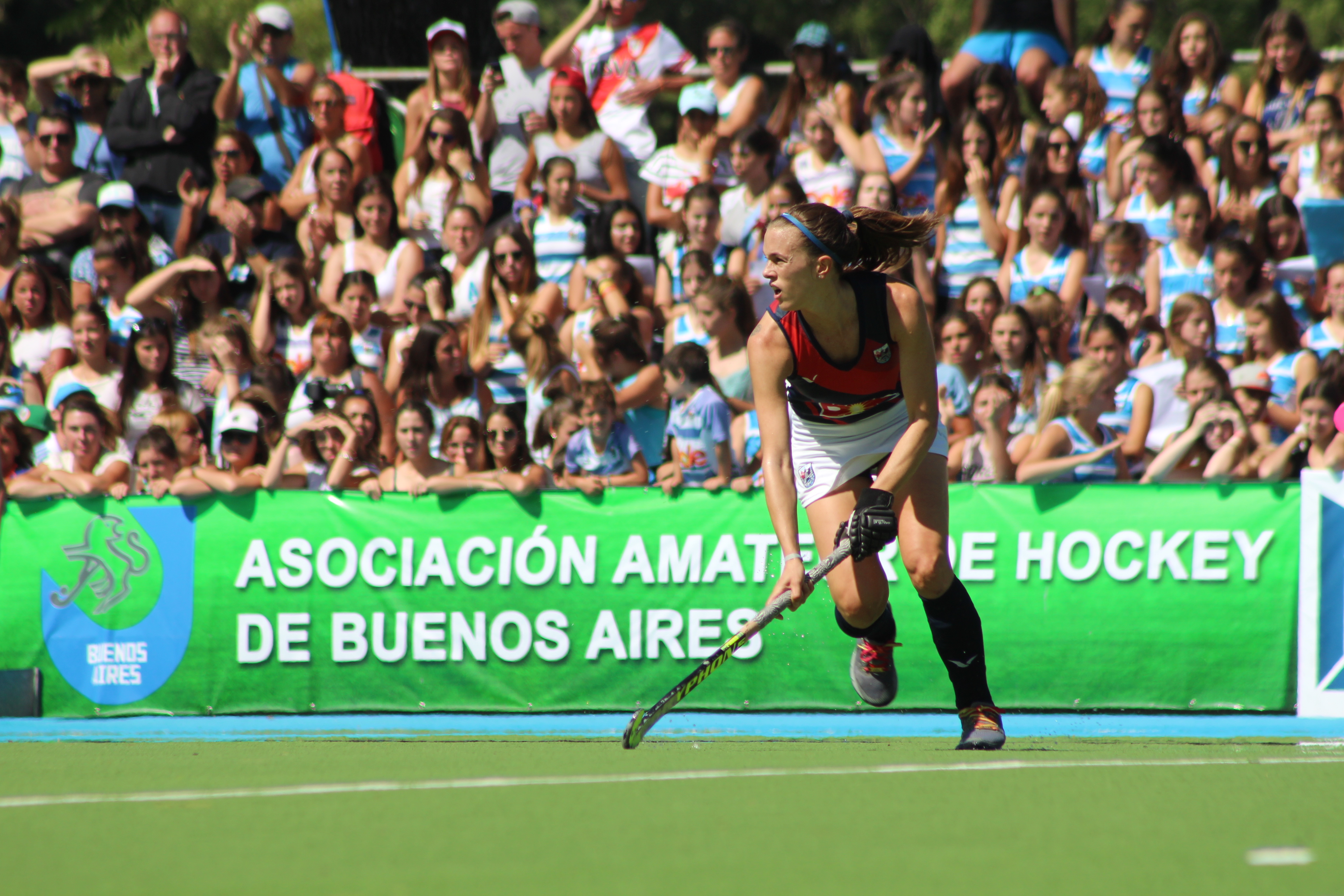

La Asociación de Hockey de Buenos Aires (AHBA) es el consejo de administración que regula la práctica de hockey sobre césped amateur sobre la Ciudad Autónoma de Buenos Aires y su aglomerado urbano, el gran Buenos Aires. La AHBA está afiliado al cuerpo nacional, la Confederación Argentina de Hockey, y organiza sus campeonatos en forma autónoma desde 1908.
Las competiciones más importantes organizados por el AHBA son el Torneo Metropolitano masculino y femenino.

## Clubes afiliados
El AHBA ha registrado más de 140 clubes de la ciudad de Buenos Aires y  Gran Buenos Aires. Los siguientes son algunos de los miembros más notables del cuerpo:
- Club Atlético Boca Juniors
- Arsenal de Sarandí
- Atlético y Progreso
- Banco Nación
- Banco Provincia
- Banfield
- Belgrano A.C.
- Club Almirante Brown
- CASA de Padua
- C.A. San Isidro
- Buenos Aires Cricket & Rugby Club
- Centro Naval
- Champagnat
- Ciudad de Buenos Aires (Muni)
- DAOM
- Deportiva Francesa
- Estudiantes (LP)
- Ferro Carril Oeste
- Gimnasia y Esgrima (BA)
- Gimnasia y Esgrima (LP)
- Hindú
- Huracán
- Hurling
- Italiano
- Jockey Club (R)
- Liceo Militar
- Lanús
- Liceo Naval (Club)
- Lomas
- Los Andes
- Los Matreros
- Los Cedros
- Manuel Belgrano
- MDQ 06 H.C.
- Mariano moreno
- Mitre
- Monte Grande
- Náutico Hacoaj
- Nueva Chicago
- Newman
- Olivos
- Platense
- Pucará
- Pueyrredón
- Quilmes
- Quilmes High School
- Regatas (BV)
- Club Atlético River Plate
- Club de Regatas de Avellaneda
- San Albano
- San Andrés
- San Cirano
- San Luis
- San Fernando
- San Lorenzo
- San Martín
- San Patricio
- San Telmo
- San Isidro Club
- SITAS
- Temperley
- Tigre R.C.
- Tristán Suárez
- UAI Urquiza
- Universitario (BA)
- Universitario (LP)
- Universitario (R)
- Vélez Sarsfield

St' Brendan's hockey club

Torneo Hockey Metropolitano Hockey

## Play Off's Damas
| Año  | Campeón                 | Entrenador          | Sede                          |
| ---- | ----------------------- | ------------------- | ----------------------------- |
| 2023 | San Fernando            | Lavagna, Agustin    | S.A.G.                        |
| 2022 | Lomas                   |                     | S.A.G.                        |
| 2021 | San Fernando            | Juan Martin Lopez   | Villa Olímpica de la Juventud |
| 2019 | Lomas                   | Fernando Ferrara    | S.A.G.                        |
| 2018 | Banco Nación            | Agustín Lavagno     | S.A.G.                        |
| 2017 | Gimnasia y Esgrima (BA) | Marcelo Garrafo     | S.A.G.                        |
| 2016 | River Plate             | Juan Manuel Esparis | S.A.G.                        |
| 2015 | Banco Provincia         | Juan Martín Lopez   | C.C.B.A.                      |
| 2014 | Ciudad                  | Carlos Geneyro      | C.C.B.A.                      |
| 2013 | Gimnasia y Esgrima (BA) | Martin Herrero      | C.C.B.A.                      |
| 2012 | Gimnasia y Esgrima (BA) | Martin Herrero      | Quilmes                       |
| 2011 | Gimnasia y Esgrima (BA) |                     |                               |
| 2010 | Gimnasia y Esgrima (BA) |                     |                               |
| 2009 | Gimnasia y Esgrima (BA) |                     |                               |
| 2008 | Gimnasia y Esgrima (BA) |                     |                               |
| 2007 | Gimnasia y Esgrima (BA) |                     |                               |
| 2006 | Lomas                   |                     |                               |
| 2005 | Lomas                   |                     |                               |
| 2004 | Ciudad                  |                     |                               |
| 2003 | Lomas                   |                     |                               |
| 2002 | San Fermando            |                     |                               |
| 2001 | Lomas                   |                     |                               |
| 2000 | Ciudad                  |                     |                               |
| 1999 | Ciudad                  |                     |                               |
| 1998 | Ciudad                  |                     |                               |
| 1997 | Lomas                   |                     |                               |

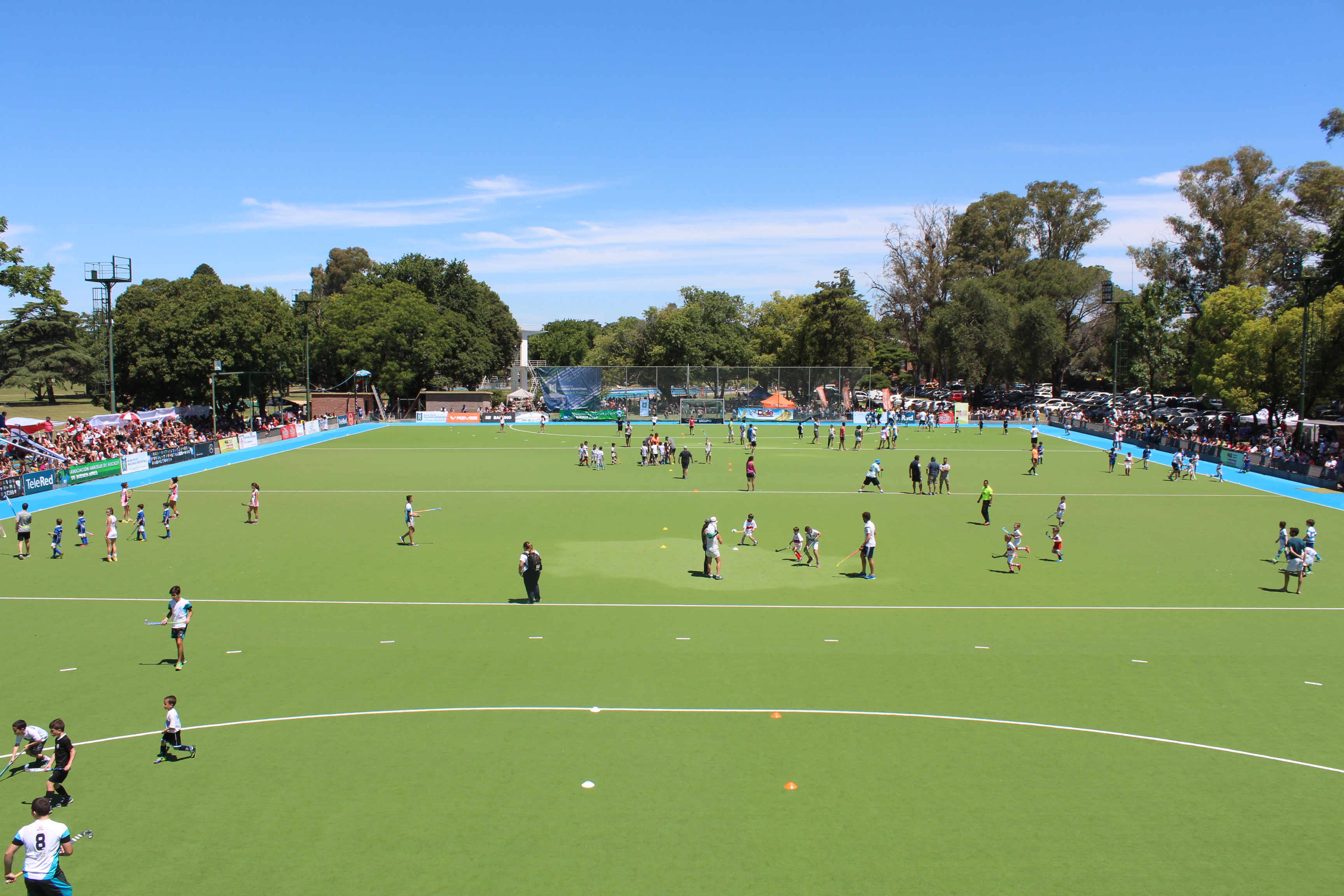
Play Off SAG 2016

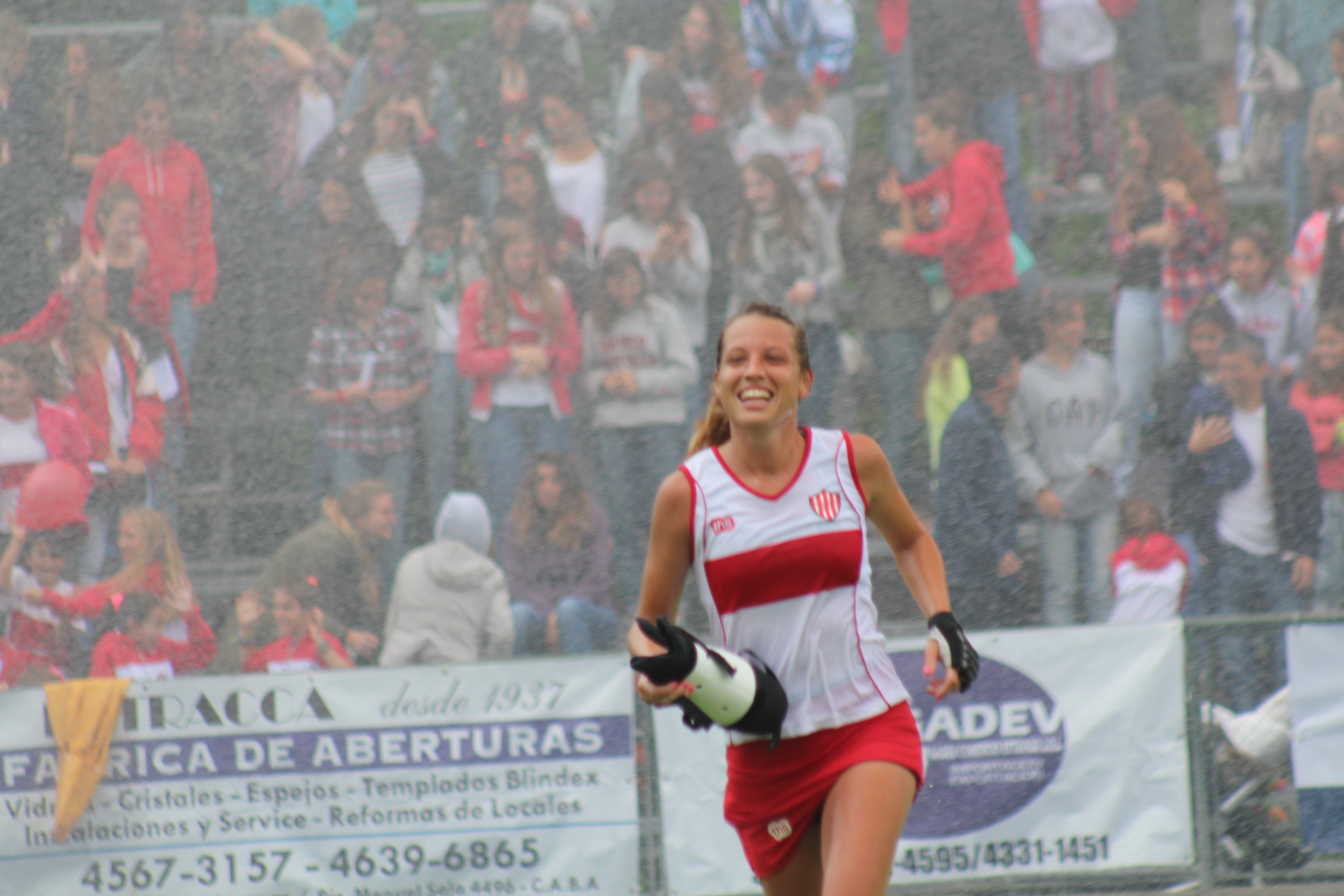
Play Off 2013 en CCBA

Torneo Hockey Metropolitano Caballeros

## Play Off's Caballeros

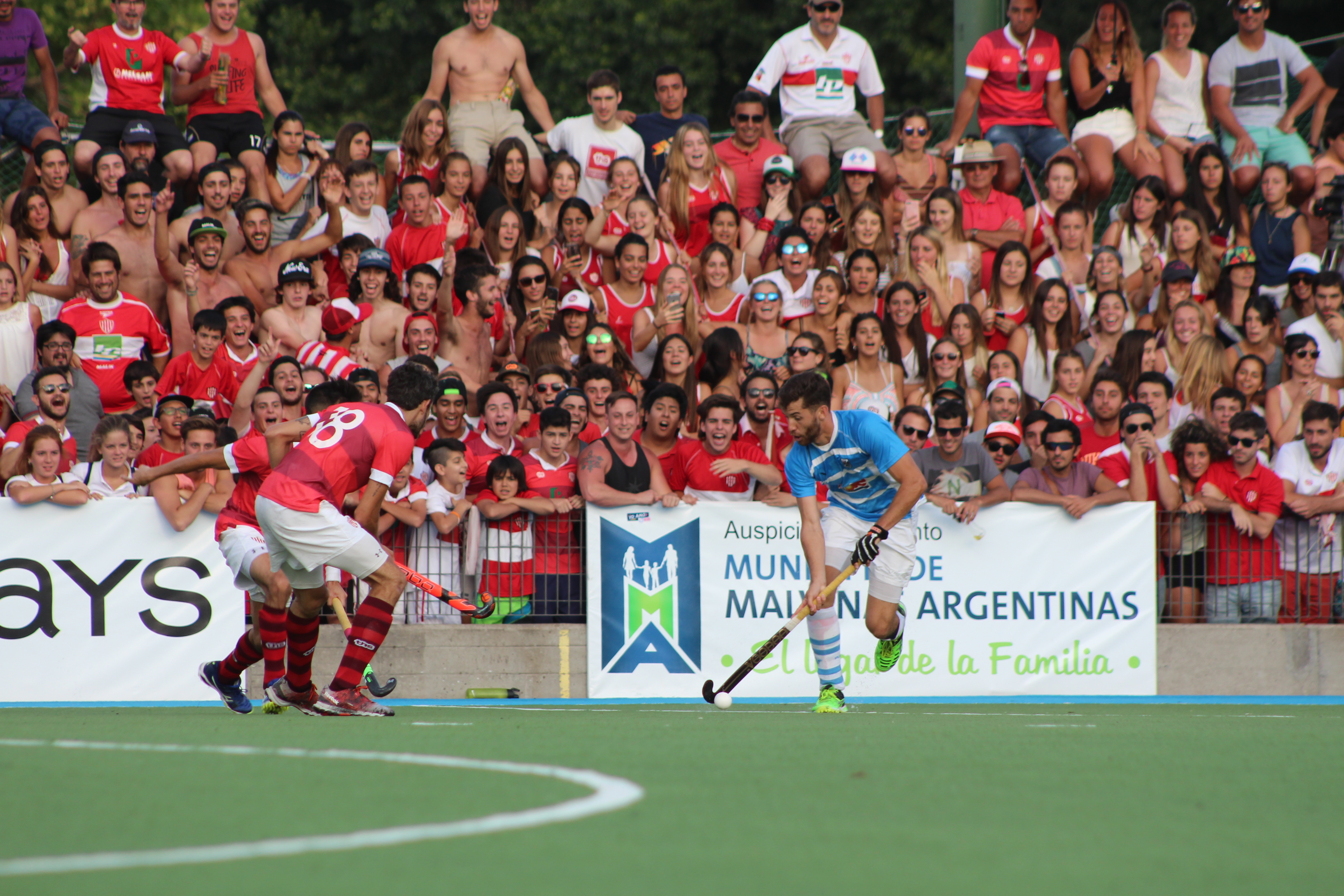
Play Off 2016 SAG

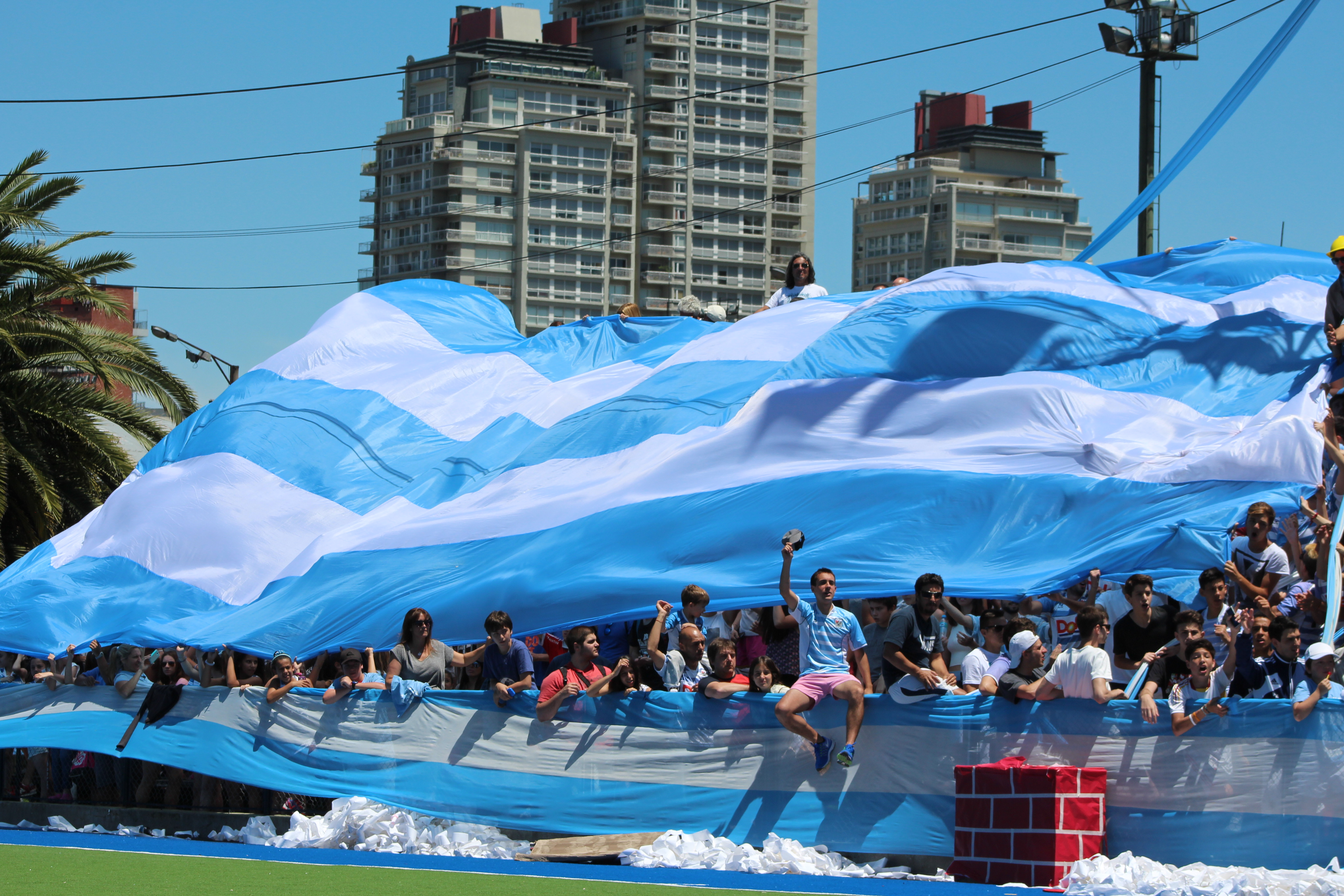
Play Off 2015 CCBA

| Año  | Campeón                 | Entrenador         | Sede                          |
| ---- | ----------------------- | ------------------ | ----------------------------- |
| 2023 | Mitre                   | Riccardi, Marco    | S.A.G.                        |
| 2022 | Gimnasia y Esgrima (BA) | Lucas Cammareri    | S.A.G.                        |
| 2021 | San Fernando            |                    | Villa Olímpica de la Juventud |
| 2019 | Banco Provincia         | Matías Vila        | S.A.G.                        |
| 2018 | Banco Provincia         | Matías Vila        | S.A.G.                        |
| 2017 | San Fernando            | Rodrigo Saliva     | S.A.G.                        |
| 2016 | Banco Provincia         | Patricio Cammareri | S.A.G.                        |
| 2015 | Banco Provincia         | Gabriel Minadeo    | C.C.B.A.                      |
| 2014 | Ciudad                  | Carlos Geneyro     | C.C.B.A.                      |
| 2013 | Banco Provincia         | Franco Nicola      | C.C.B.A.                      |
| 2012 | Banco Provincia         | Franco Nicola      | Quilmes                       |
| 2011 | Banco Provincia         |                    |                               |
| 2010 | Mitre                   |                    |                               |
| 2009 | Gimnasia y Esgrima (BA) |                    |                               |
| 2008 | Quilmes                 |                    |                               |
| 2007 | Quilmes                 |                    |                               |
| 2006 | San Fernando            |                    |                               |
| 2005 | Quilmes                 |                    |                               |
| 2004 | Banco Provincia         |                    |                               |
| 2003 | San Fernando            |                    |                               |
| 2002 | Banco Provincia         |                    |                               |
| 2001 | Quilmes                 |                    |                               |
| 2000 | Banco Provincia         |                    |                               |
| 1999 | Ciudad                  |                    |                               |
| 1998 | Mitre                   |                    |                               |
| 1997 | Ciudad                  |                    |                               |